# Tahrír al-Šám
Hajját Tahrír al-Šám nebo aš-Šám (arabsky هيئة تحرير الشام, česky „Organizace pro osvobození Levanty“), zkráceně Tahrír al-války byla sunnitská islamistická teroristická skupina zapojená do syrské občanské války. Skupina byla založena 28. ledna 2017 sloučením Jabhat Fatah al-Šám (dříve Fronta an-Nusrá), fronty Ansar al-Dín, Jajš al-Sunna, Liwa al-Haqq a hnutí Nour al-Dín al-Zenkí. Po oznámení se připojily další skupiny a jednotlivci. Sloučenou skupinu v současné době[kdy?] vedou Jabhat Fatah al-Sham a bývalí vůdcové Ahrár aš-Šám, ačkoli nejvyšší velení se skládá z vůdců z jiných skupin. Mnoho skupin a jednotlivců přišlo z Ahrár aš-Šám, což představovalo jejich konzervativnější a salafistické prvky. V roce 2019 měla odhadem 20 000 členů.[zdroj?]
Přes fúzi byl Tahrír al-Šám obviněn z toho, že pracoval jako syrská pobočka al-Káidy na skryté úrovni, a je považován za jednu ze svých poboček a že mnoho osobností skupiny, zejména Abu Jaber, zastávalo podobně extrémní názory. Tahrír al-Šám však oficiálně popřel, že je součástí al-Káidy, a ve svém prohlášení uvedl, že skupina je „nezávislým subjektem, nikoli rozšířením předchozích organizací nebo frakcí“. Navíc některé frakce, jako Nour al-Din al-Zenki, které byly součástí fúze, byly jednou podporovány Spojenými státy americkými.
Tahrír al-Šám přísahal věrnost syrské vládě spásy, která je alternativní vládou syrské opozice usazené v guvernéru Idlibu. Místopředsedou vlády pro vojenské záležitosti je Riad al-Asaad, zakladatel Svobodné syrské armády.
29. ledna 2025 Ahmed al Šara oznámil rozpuštění HTS.

## Historie
Na vytvoření skupiny pracovali Abdullah al-Muhaysini, Abú Taher al-Hamawi a Abd ar-Razzaq al-Mahdi. Nová formace byla vyhlášena 28. ledna 2017.
Podle analytika Sýrie Charles Lister, Ahrár aš-Šám ztratil asi 800 - 1 000 bojovníku HTS, ale získal alespoň o 6 000 - 8 000 více bojovníku do svých řad Suqor al-Sham, Jaish al-Mujahideen, Fastaqim Union a východní Jednotky Aleppo Levantského frontu a jednotky Jaysh al-Islam založené v Idlibu. Mezitím JFS mezitím ztratil několik stovek bojovníků s Ahrarem al-Šámem, ale spojením s Harakat Nourem al-Dínem al-Zinkim, Liwou al-Haqem, Džishem al-Sunnou a Jabhatem Ansarem al-Dínem do HTS získal 3 000 až 5 000 bojovníků.
Dne 28. ledna 2017, v den, kdy byl vytvořen Tahrír al-Šám, skupina oznámila vytvoření svých elitních jednotek, „Inghimasi“, z nichž někteří byli rozmístěni ve městě Idlib, podle pro-vládních médií.

## Útoky (začátek roku 2017)
Dne 25. února 2017 zaútočilo 5 sebevražedných atentátníků Tahrír al-Šám na velitelství syrské vojenské zpravodajské služby v Homsu a zabilo tucty bezpečnostních sil, včetně hlavy vojenské bezpečnosti v Homsu. Fotografie útočníků byly zveřejněny na Twitteru. Jedním z útočníků byl chán Shaykhun, rodák jménem Abu Hurayra (Safi Qatini), podle zdrojů sociálních médií. Podle zdrojů sociálních médií zemřel při útoku šéf pobočky Státní bezpečnosti a šéf vojenské bezpečnosti. K útoku došlo současně se začátkem Ženevských čtyř rozhovorů. Útok byl oceněn vůdcem brigády Liwa Omar al-Farouq v Ahrár aš-Šám, Abu Abdul Malik (Mahmoud Nemah).
Dne 11. března 2017 provedl Tahrír al-Šám dvojitý bombový útok v oblasti Bab al-Saghir ve starém městě Damašku, zabil 76 a zranil 120. Počet obětí zahrnoval 43 iráckých poutníků. Útoky byly ve svatyni, kterou navštěvovali šíitští poutníci a milicionáři. Byly popsány v prohlášení přičítané Tahrír al-Šám jako cílení na íránské milice a Syrské vládní vojáky.

## Začátek úpadku
Od září do listopadu 2017 došlo k řadě atentátů na vedoucí představitele HTS, zejména k zahraničním duchovním spojeným s nejnáročnějšími prvky, jako jsou Abu Talha al-Ordini, Abu Abdulrahman al-Mohajer, Abu Sulaiman al-Maghribi, Abu Yahya al -Tunisi, Suraqa al-Maki a Abu Mohammad al-Sharii, jakož i někteří místní vojenští vůdci, včetně Abu Eliase al-Baniasi, Mustafa al-Zahri, Saied Nasrallah a Hassan Bakour. Spekulovalo se, že atentáty provedli buď pro-turečtí pachatelé, vzhledem k nepřátelství mezi Tureckem a HTS v Idlibu.V prosinci HTS zatkla několik prominentních džihádistických aktivistů, bývalých členů al-Nusry, kteří zůstali věrní al-Káidě, a odmítli odvrátit HTS.
HTS oznámil 1. října 2017 rezignaci Abu Jabera na pozici vedoucího skupiny. Na jeho místo nastoupil zakladatel Fronty an-Nusrá Abú Muhammad al-Džawlání, který již byl de facto vojenským velitelem.
V říjnu 2017 Rusko tvrdilo, že při leteckém náletu zranilo Abú Muhammada al-Džawláního,v to HTS zamítl.
V listopadu 2017 došlo k prudkým střetům mezi hnutím Nour al-Din al-Zenki a Tahrír al-Šám v severním Idlibu a západním Aleppu, zejména v oblasti mezi Atme a Khan al-Asal. HTS založila v Idlibu vládu Syrské spásy jako rivala vůči syrské prozatímní vládě uznané jinými rebely.
Na začátku roku 2018 byly zprávy, že HTS byl významně oslaben, a nyní měl „malou přítomnost ve východní Ghoutě a klesající vliv v provincích Idlib, severní Hama a západní Aleppo“.
HTS byla vyloučena z dohody o příměří z Východní Ghouty z 24. února. Na konci února skupina ozbrojených frakcí, včetně Failaq al-Rahman a Jaysh al-Islam, napsala OSN, v níž prohlásila, že je připravena „evakuovat“ zbývající bojovníky HTS z východní Ghouty do 15 dnů. Ve stejnou dobu v provincii Idlib vstoupil Ahrár aš-Šám, Nour al-Din al-Zinki a Soqour al-Sham do konfliktu s HTS, přičemž zajal významné území.
Na konci roku 2017 a začátkem roku 2018 spolupracovala s Tureckem v Idlibu, což vedlo k prohlubování napětí mezi pragmatičtějším vedením a tvrdšími (zejména zahraničními bojovníky) prvky nepřátelskými pro spolupráci s Tureckem. Některé z nich se v únoru 2018 rozdělily na Huras al-Din. Vedení HTS také zakroutilo zbývající štěpící buňky ISIS aktivní v Idlibu. V srpnu, kdy HTS zahájila (neúspěšná) jednání s Ruskem a Tureckem, se odhadovalo, že HTS má asi 3 000–4 000 zahraničních bojovníků, včetně nesyrských Arabů, z celkem 16 000 bojovníků HTS. 31. srpna Turecko prohlásilo HTS za teroristickou organizaci.[zdroj?]

## Obnova a vítězství v Idlibu
V lednu 2019 se HTS podařilo zajmout desítky vesnic od soupeřů a poté bylo dosaženo dohody, v níž měla být HTS vedena civilní správa v celém povstalecké provincii Idlib. Po pátém konfliktu mezi povstalci z Idlibu HTS získala kontrolu nad téměř celou kapsou Idlibu poté, co porazil tureckou národní frontu za osvobození.

## Ovládnutí většiny Sýrie
V prosinci 2024 došlo k ofenzívě povstaleckých skupin vedených Tahrír al-Šám, která vedla k pádu baasistického režimu, útěku Bašára al-Asada a ustanovení přechodné vlády.